# Jean-Daniel Padovani
Pour les articles homonymes, voir Padovani.
Jean-Daniel Padovani, né le 17 janvier 1980 à Perpignan, est un footballeur français qui évolue au poste de gardien de but.

## Biographie
Il accomplit une très grande saison avec le SCO Angers en 2007-2008, ce qui lui vaut l'étoile d'or récompensant le meilleur gardien de la saison de Ligue 2.
Lors de la saison 2009-2010, il lui est préféré Kevin Olimpa, international espoirs prêté alors par les Girondins de Bordeaux.
En juin 2010, Jean-Daniel Padovani signe pour deux saisons à Dijon. En 2013 il signe à la JS Saint-Pierroise dans le but de concurrencer Ludovic Grondin, mais ne parvient pas à s'imposer chez les cigognes. Après quelques matchs et une blessure à la main en 2014, Jean-Daniel décide de mettre un terme à sa carrière et à penser à sa reconversion en ouvrant à Saint-Pierre un centre de soin esthétique en compagnie de sa femme. Mais en juin 2015, il s'engage avec le CA Bastia repêché en National.

## Palmarès
- Sélectionné en équipe de France espoirs
- Étoile d'Or du Meilleur gardien de Ligue 2 (saison 2007/2008)

## Carrière
| Saison      | Club         | Pays   | Championnat       | Coupes nationales |
| ----------- | ------------ | ------ | ----------------- | ----------------- |
| 1997 - 1998 | FC Martigues | France | 15 matchs         | -                 |
| 1998 - 1999 | FC Martigues | France | -                 | -                 |
| 1999 - 2000 | FC Martigues | France | 39 matchs         | -                 |
| 2000 - 2001 | OGC Nice     | France | 9 matchs          | -                 |
| 2001 - 2002 | OGC Nice     | France | 20 matchs         | -                 |
| 2002 - 2003 | FC Rouen     | France | 19 matchs         | -                 |
| 2003 - 2004 | AS Cannes    | France | 32 matchs         | -                 |
| 2004 - 2005 | AS Cannes    | France | 37 matchs         | -                 |
| 2005 - 2006 | AS Cannes    | France | 17 matchs         | -                 |
| 2006 - 2007 | SCO Angers   | France | 38 matchs         | 2 matchs          |
| 2007 - 2008 | SCO Angers   | France | 38 matchs / 1 but | 6 matchs          |
| 2008 - 2009 | SCO Angers   | France | 37 matchs         | 2 matchs          |
| 2009 - 2010 | SCO Angers   | France | 18 matchs         | 4 matchs          |
| 2010 - 2011 | Dijon FCO    | France | 35 matchs         | 1 match           |
| 2011 - 2012 | Dijon FCO    | France | 1 match           | 1 match           |